# Hakmatek
Der Hakmatek ist ein osttimoresischer Wasserfall in der Gemeinde Ainaro. Er befindet sich in der Aldeia Teli-Tuco (Suco Maubisse), südlich der Stadt Maubisse, nahe der Straße nach Ainaro.
Der Wasserfall stürzt über eine steil abfallende Felswand in das einige Meter breite, kreisrunde Becken des Ponors Erlesubuti. Der Fluss mündet später in den Colihuno, einem Nebenfluss des Carauluns.